# 大村純尹
大村 純尹（おおむら すみまさ）は、肥前国大村藩の第5代藩主。

## 生涯
寛文4年（1664年）3月21日、第4代藩主・大村純長の次男として江戸藩邸で生まれた。兄の純真が廃嫡されたことにより、元禄2年（1689年）4月26日に世子に指名され、12月27日に従五位下・筑後守に叙位・任官された。宝永3年（1706年）10月、父の死去により家督を継いだ。このとき、異母弟の純庸に3000石を分与している。宝永7年（1710年）10月にこの純庸を養嗣子として幕府に届けている。
藩財政窮乏のため、家臣団のリストラを行なった。しかし幕府の手伝い普請、軍役、参勤交代による出費で財政的にはさらに苦しんだ。このため新田開発や年貢増徴を行なうなどしたが、凶作や捕鯨業の不振などもあって、借金を何度も行なっている。しかし、あまりに借金を何度も行なったため、遂には商人から拒絶されたこともあるといわれる。
正徳2年（1712年）10月14日に江戸で死去した。享年49。実子は全て早世したため、異母弟で養子の純庸が跡を継いだ。

## 系譜
父母
- 大村純長（父）
- 亀 ー 有馬康純の娘（母）

正室
- 蝶 ー 織田信久の娘

子女
- 大村亀次郎
- 大村源之助
- 娘、生母は蝶（正室）
- 大田原清在室

養子
- 大村純庸 ー 実弟